# Kenialerche
Die Kenialerche (Calandrella athensis, Syn.: Alaudala athensis) oder Bensonlerche ist eine Art aus der Familie der Lerchen. Sie entspricht in ihren Körperproportionen der unter anderem in Südeuropa vorkommenden Stummellerche. Das Verbreitungsgebiet der Kenialerche liegt im Osten Afrikas. Es werden keine Unterarten unterschieden.
Die Zuordnung der Kenialerche zur Gattung Calandrella unterliegt gerade einer Revision. Im Jahr 2013 haben Per Alström und Kollegen in einer Studie zur Verwandtschaft der Lerchen festgestellt, dass die Gattung Calandrella in der gewöhnlichen Abgrenzung paraphyletisch wäre. Ihren Ergebnissen zufolge besteht Calandrella aus zwei Artengruppen. Für diejenige, die nicht die Typusart Calandrella brachydactyla enthält, reaktivierten sie den alten, bisher als Synonym aufgefassten Gattungsnamen Alaudala Horsfield & Moore, 1856 (Typusart: Calandrella raytal). Demnach wäre die Kenialerche gemeinsam mit der Stummellerche, der Salzlerche, der Halsfleckenlerche und Uferlerche in diese Gattung zu transferieren. Diese Änderung wurde vielfach bereits übernommen. Eine neuere Studie von 2016 fand allerdings eine instabile Phylogenie und ließ Zweifel an der Monophylie einiger Arten aufkommen.

## Merkmale
Die Kenialerche erreicht eine Körperlänge von etwa 13 bis 14 Zentimetern, wovon zwischen 4,3 und 5,0 Zentimeter auf den Schwanz entfallen. Sie zählt damit zu den kleinen Lerchen. Es besteht kein Geschlechtsdimorphismus.
Die Benson ähnelt in ihrem Erscheinungsbild der Stummellerche und wurde lange als eine Unterart von ihr eingeordnet. Grundsätzlich hat die Kenialerche vergleichsweise kurze und breite Flügel mit einer gerundeten Spitze. Die Körperoberseite ist ansonsten kräftig dunkel gestreift. Die Säume der einzelnen Federn sind weißlich bis hell sandfarben. Die Körperunterseite ist weißlich und ist an der Brust sowie den Flanken hellbraun verwaschen. Die Brust ist schwarzbraun gestrichelt. An den Brustseiten ist diese Streifung sehr dicht.

## Verbreitungsgebiet und Lebensweise
Die Kenialerche kommt im Süden von Kenia und im Nordosten von Tansania vor. Sie ist in ihrem gesamten Verbreitungsgebiet ein Standvogel. Sie frisst Samen und Insekten und pickt diese auch von niedriger Vegetation. Sie ist wie alle Lerchen ein Bodenbrüter.

## Einzelbelege
1. ↑  Pätzold: Kompendium der Lerchen. S. 280
2. ↑  Per Alström, Keith N. Barnes, Urban Olsson, F. Keith Barker, Paulette Bloomer, Aleem Ahmed Khan, Masood Ahmed Qureshi, Alban Guillaumet, Pierre-André Crochet, Peter G. Ryan (2013): Multilocus phylogeny of the avian family Alaudidae (larks) reveals complex morphological evolution, non-monophyletic genera and hidden species diversity. Molecular Phylogenetics and Evolution 69(3): 1043-1056. doi:10.1016/j.ympev.2013.06.005
3. ↑  George Sangster, J. Martin Collinson, Pierre-André Crochet, Guy M. Kirwan, Alan G. Knox, David T. Parkin, Stephen C. Votier (2014): Taxonomic recommendations for Western Palaearctic birds: 10th report. Ibis 157: 193–200. doi:10.1111/ibi.12221
4. ↑  Martin Stervander, Per Alström, Urban Olsson, Ulf Ottosson, Bengt Hansson, Staffan Bensch (2016): Multiple instances of paraphyletic species and cryptic taxa revealed by mitochondrial and nuclear RAD data for Calandrella larks (Aves: Alaudidae). Molecular Phylogenetics and Evolution 102: 233–245. doi:10.1016/j.ympev.2016.05.032